# Michail Tschyhir
Michail Tschyhir (* 24. Mai 1948 in Ussawa, Kapylski rajon, Minskaja Woblasz, Weißrussische Sozialistische Sowjetrepublik, Sowjetunion) ist ein belarussischer Politiker, der von Amnesty International als politischer Gefangener eingestuft wurde.

## Ausbildung
Michail Tschyhir studierte am Staatlichen Belarussischen Institut für Volkswirtschaftswissenschaften bis 1970. 1982 schloss er ein weiteres Studium an der Fakultät für Außenwirtschaftsbeziehungen am Moskauer Institut für Finanzwissenschaften ab.

## Laufbahn als Banker
Von 1970 bis 1971 arbeitete Tschyhir in einer Filiale der Staatsbank der UdSSR in Salihorsk (Woblast Minsk). Von 1971 bis 1972 leitete er die Kreditabteilung der Staatsbankfiliale in Berasino (Woblast Minsk) und trat danach seinen Wehrdienst an.
1983 zog Tschyhir nach Minsk, wo er zunächst wiederum in verschiedenen Funktionen für die dortige Abteilung der sowjetischen Staatsbank tätig war. Später wechselte er zur Agroprombank.

## Politische Tätigkeit
Tschyhir begann seine politische Laufbahn als erster belarussischer Ministerpräsident unter dem 1994 gewählten Präsidenten Aljaksandr Lukaschenka. Schon 1996 legte er jedoch sein Amt nieder und kritisierte bei dieser Gelegenheit den Staatspräsidenten scharf für dessen autoritären Führungsstil. Nach seinem Rücktritt zog Tschyhir zunächst nach Moskau, wo er für einen europäischen Konzern tätig war.
1999 kehrte er nach Belarus zurück und kandidierte 2001 erfolglos bei den Präsidentschaftswahlen sowie im Jahr 2000 bei den Parlamentswahlen. Als Ziel seiner politischen Tätigkeit nannte er eine Beseitigung des autoritären Regimes.
Bereits kurz nach Tschyhirs Rückkehr aus Moskau begannen Ermittlungen der Strafverfolgungsbehörden gegen ihn. Unter anderem wurde ihm Steuerhinterziehung und Missbrauch seiner dienstlichen Vollmachten vorgeworfen. Nach jahrelangem Rechtsstreit wurde er im Juli 2002 schließlich zu einer Gefängnisstrafe und einer Rückzahlung des entstandenen finanziellen Schadens verurteilt.